# Vitry-sur-Orne
Vitry-sur-Orne är en kommun i departementet Moselle i regionen Grand Est (tidigare regionen Lorraine) i nordöstra Frankrike. Kommunen ligger i kantonen Moyeuvre-Grande som tillhör arrondissementet Thionville-Ouest. År 2022 hade Vitry-sur-Orne 2 929 invånare.

## Befolkningsutveckling
Antalet invånare i kommunen Vitry-sur-Orne
| Referens: INSEE |